# Casa de Rafael Rico Albert
La Casa de Rafael Rico Albert es un inmueble de estilo art decó situado en La Avenida, Ensanche Modernista de la ciudad española de Melilla que forma parte del Conjunto Histórico Artístico de la Ciudad de Melilla, un Bien de Interés Cultural.

## Historia
Edificio construido en 1935 en dos fases, la parte delantera, a La Avenida desde enero y la trasera, a la calle Ejército Español desde mayo, ambas hasta el 18 de noviembre, según proyecto del arquitecto Enrique Nieto sobre el Teatro Reina Victoria.

### Teatro Reina Victoria
Aunque a Alfredo Puig Márquez es asignada el solar en la Maestranza de Ingenieros por medio de una subasta el 15 de abril, y el Ministerio de la Guerra se los vendé a Narciso Rabassa Prat y Narciso Pascual Jové, finalmente Ricardo Ramos Cordero lo adquiere cuando ya se situaba en él el Salón Reina Victoria, gestionado por Carmen de Solert y Caralt) e inaugurado el 26 de marzo de 1910 con la  proyección seis películas, con la actuación en el intermedio de Claudio Brindis de Salas
Ante la prohibición de mantener barracas, este es derribado y se edifica el Teatro Reina Victoria con proyecto de Jaume Torres Grau, sobre . 
Este teatro es inaugurado el 10 de junio de 1911 con la zarzuela La Tempestad por la Compañía de Laureano de la Riba, si bien este es reformado por Enrique Nieto para adecuarlo a sala de cine, su propiedad pasa a Corbella en 1929, quién se lo alquila a Rico y Rojo y el 19 de abril de 1931 se el cambia su denominación a Teatro España.
En 1934 su parte delantera es derribada por Martínez Rosas.

## Descripción
Está construido en ladrillo macizo y dispone de planta baja, entreplanta, tres sobre esta y otra que no ocupa toda al superficie. Sus fachadas esta compuestas de unos bajos muy alteradas, la entreplanta austera y las plantas, con un eje central de balcones, flanqueados por miradores y con balcones a su lados.
Termina todo con una cornisa y coronamientos en las esquinas y los laterales de los miradores.